# Estación Central de Bruselas
Bruxelles-Central / Brussel-Centraal (Bruselas Central) es una estación de metro y ferrocarril situada en la ciudad de Bruselas, la capital de Bélgica.

## Historia
Diseñada por Victor Horta e inaugurada hacia 1952 como parte del proyecto Conexión Norte-Sur para conectar las principales líneas de ferrocarril de Bruselas, está situada a medio camino entre las otras estaciones principales de la ciudad: Estación de Bruselas Sur y Estación de Bruselas Norte. 

## Estación de ferrocarril

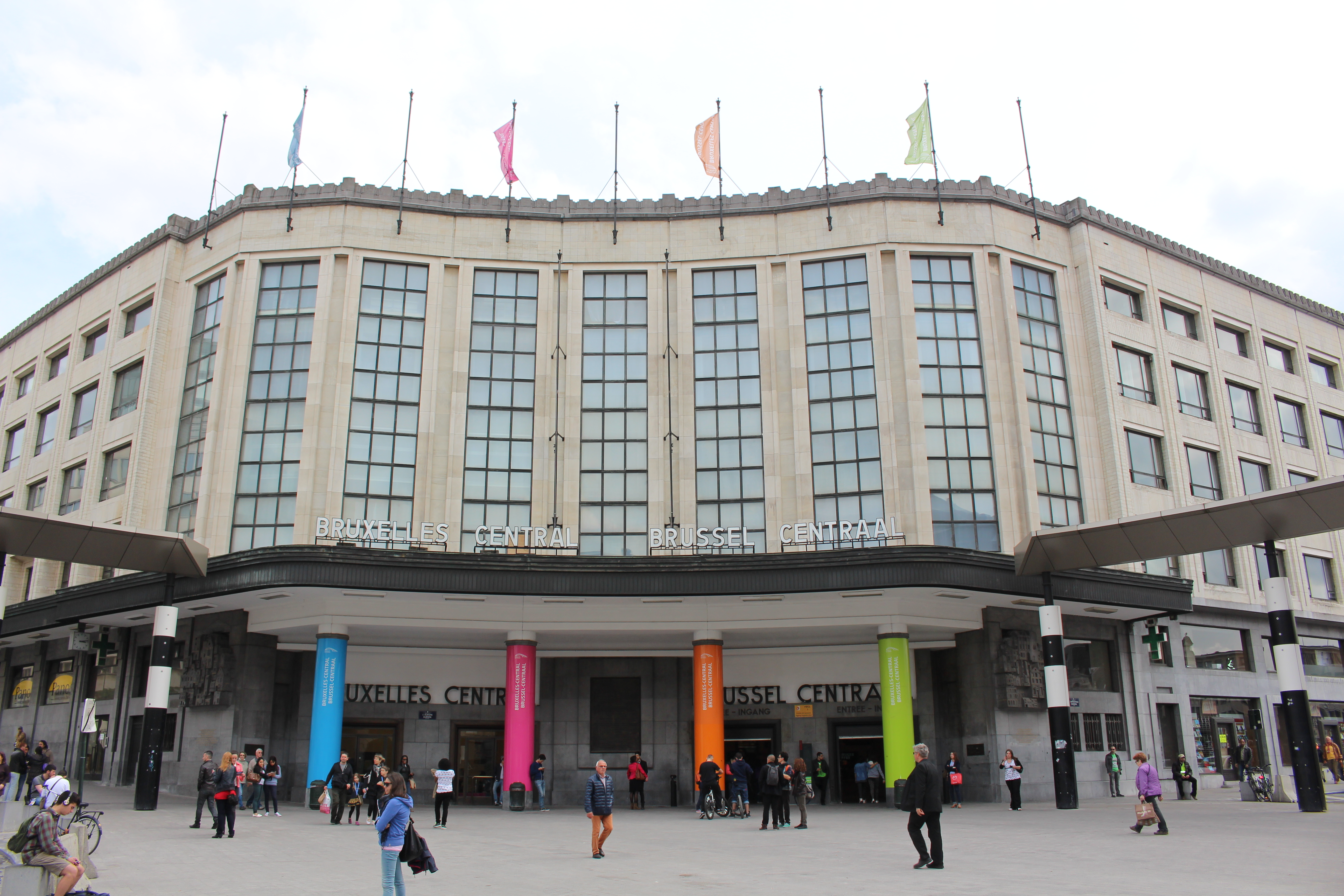
Exterior de la estación Central

La estación ferroviaria tiene un total de seis vías, servidas por tres andenes de isla. Estas se encuentran bajo tierra, bajo la manzana delimitada el "Boulevard de l'Impératrice/Keizerinlaan", "Rue de l'Infante Isabelle/Infante Isabella straat", "Kantersteen" y la "Rue de la Putterie/Putterijstraat".
La entrada principal a la estación se encuentra a nivel de la calle en Keizerinlaan/Imperatrice, habiendo también otras varias entradas por el resto de calles que la rodean. Se llevan haciendo trabajos de renovación de la estación que se esperaban fueran acabados hacia 2007.
Aunque la estación está en el mismo corazón de la ciudad, su capacidad no está adaptada a los estándares modernos de las estaciones ferroviarias de carácter internacional. El interior y los andenes han sido renovados hace poco tiempo, pero el problema principal todavía sigue siendo cuestionado. Ha habido ideas para expandir la estación, pero ninguna de ellas ha sido aceptada.
Hoy en día, la mayoría de los trenes entran en su andén correspondiente menos de un minuto después de que se fuera su antecesor.
Además de trenes interurbanos, por la estación pasan las líneas de cercanías S-Trein S1, S2, S3, S6, S8 y S10.

## Estación de metro
Tras un paseo de unos cinco minutos desde la estación a través de un túnel para peatones, está la estación del Metro de Bruselas, también conocida como Gare Centrale - Centraal Station. Se localiza bajo el "Marché au bois/Houtmarkt".
En un principio, fue abierta como una estación de premetro hacia el 17 de diciembre de 1969 para la línea de tranvía que transcurre entre De Brouckère y Schuman. Esta línea de premetro fue mejorada a un estatus de metro propiamente dicho el 20 de septiembre de 1976, y hoy realiza la conexión entre las líneas 1 y 5, que cruzan Bruselas de este a oeste.
En sus larguísimos pasillos residen cientos de sin-techo, por lo que en ellos las ONG realizan acciones solidarias continuamente.